# Syntéza řeči

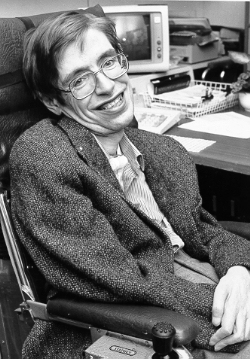
Stephen Hawking byl jeden z nejznámějších lidí, kteří ke komunikaci používali syntézu řeči.

Syntéza řeči je umělá tvorba lidské řeči. Počítačové programy používané k tomuto účelu se nazývají „syntezátory řeči“. Programy „text na řeč“ (text-to-speech, TTS) produkují řeč z textu psaného běžným jazykem; existují i programy, které jako vstup využívají fonetickou transkripci. Řeč může být tvořena spojováním úseků nahrané řeči, které jsou uloženy v databázi. Takovéto databáze mohou obsahovat např. fóny a difóny nebo celá slova. V prvním případě je kvantita možného výsledku upřednostňována před kvalitou, v druhém je to naopak. Některé syntetizátory mohou řeč tvořit simulací charakteristik lidské řeči a vytvářet tak doslova umělou řeč.
Kvalita syntetizátoru řeči se posuzuje podle podobnosti výstupu s lidskou řečí. Schopné programy umožňují lidem se zrakovými vadami nebo poruchami čtení poslouchat psané texty. Mnoho operačních systémů obsahuje syntetizátory řeči od počátku 80. let.